# تولال
تولال (به فرانسوی: Toulal) یک منطقهٔ مسکونی در مراکش است که در Meknès Prefecture واقع شده‌است.
 تولال  ۱۳٬۸۵۲ نفر جمعیت دارد.